# Liste slowenischer Flurnamen in Kärnten
Slowenische Flurnamen (oder Mikrotoponyme) und Hofnamen in Kärnten spiegeln die jahrhundertelange Siedlungsgeschichte wider und unterlagen den Prozessen der Inkulturation. In der Abfolge keltischer, römischer, ostgotischer, slowenischer, deutschsprachiger Besiedlungswellen wurden die Namen oft nur geringfügig adaptiert und dem Klang der jeweils vorherrschenden Sprache angepasst. In jenen Bereichen, die in historischer Perspektive vor kurzem einen Sprachwandel durchgemacht haben und vorher zum geschlossenen slowenischen Siedlungsgebiet zählten, wurden die keltisch-lateinischen Namen als Lehnwörter inkulturiert und slowenisiert. Gleiches gilt für die Namen von Adelssitzen im slowenischen Umfeld. Vielfach finden sich sog. Calque-Übersetzungen, d. h. einfache lautliche Anpassungen (Goriče - Goritschach, Gorinčiče - Gorintschach, Čahorče - Tschachoritsch, Slovenje - Slovenjach, Vellacher Kotschna - Belska Kočna), bei anderen scheint historisch keine Zeit gewesen zu sein, um sie zu übersetzen oder zu übertragen, so dass derselbe Name erhalten geblieben ist und nun in der jüngeren deutschen Bezeichnung verwendet wird: (Dolina/Dolina) < (slowenisch Tal) Ort bei Poggersdorf/Pokrče; Koschuta/Košuta (die Hirschkuh); Raba/Raba (Zufluss der Gurk/Krka bei Niederdorf/Delnja vas). Andere Namen gingen verloren oder entstanden neu.
Wie vielerorts in Europa gibt es für viele Orte in unterschiedlichen Sprachen unterschiedliche Bezeichnungen, die zugleich verwendet werden. Dies drückt vielfach traditionelle historische, soziale, politische, wirtschaftliche und sprachliche Beziehungen aus, ohne notwendigerweise dabei eine ethnische Konnotation zu haben.
2010 wurde der Sprachschatz der Slowenischen Flur- und Hofnamen in Kärnten zum Immateriellen Kulturerbe, wie es die UNESCO deklariert, und in die Österreichliste (Nationales Kulturgut) aufgenommen. Örtliche Kulturvereine und engagierte Bürger stellen in Zusammenarbeit mit dem Ethnographischen Institut Urban Jarnik in Klagenfurt/Celovec Karten der slowenischen Flurnamen her. Bisher wurde ediert: Flurnamen von Köttmannsdorf/Kotmara vas, Zell/Sele, Sankt Margareten im Rosental/Šmarjeta v Rožu und Schiefling am See/Škofiče sowie zuletzt, aufbauend auf Vorarbeiten von Wilhelm Wadl im Magdalensberg-Buch, die Flurnamen der Altgemeinde St. Thomas am Zeiselberg und der weiteren Umgebung des Klagenfurter Feldes von Bojan-Ilija Schnabl.

## Flüsse und Bäche
- Feistritzbach – Bistrica
- Drau – Drava (lateinisch Dravus, indogermanisch Drowos = Flusslauf)
- Gail – Zilja
- Gailitz – Ziljica
- Glan – Glina (mundartlich Glana, keltisch Glan)
- Glanfurt (Sattnitz) - Jezernica
- Gurk – Krka (keltischen Ursprungs)
- Lavant – Labotnica
- Loiblbach – Ljubeljska Borovnica
- Mühlbach – Reka
- Raba – Raba
- Vellach – Bela
- Waidisch Bach – Bajdiška Borovnica

## Seen
Die slowenischen Bezeichnungen für Kärntner Seen werden unter Kärntner Seen angeführt.

## Berge und Almen
- Blasnitzenberg – Plaznica
- Dobratsch – Dobrač
- Dreiländereck (Ofen) – Peč
- Ferlacher Horn – Harlovec/Grlovec
- Freiberg – Setiče
- Gerlitze – Osojščica
- Hemmaberg – Sveta Hema
- Hochstuhl – Veliki Stol
- Hochobir – Ojstrc
- Kahlkogel – Golica
- Koschuta – Košuta
- Kuhberg – Kravji vrh
- Magdalensberg – Štalenska gora
- Matschacher Gupf – Mačenski vrh
- Matzen – Macna
- Mittagskogel – Jepa (in Slowenien: Kepa)
- Petzen – Peca
- Pleschauka – Plešavka (Poggersdorf/Pokrče)
- Pyramidenkogel – Jedvovca
- Rossalm – Bleščeča
- Saualm – Svinjska planina, Svinjščica
- Sattnitz (Sattnitzzug) – Gure
- Singerberg – Žingarica
- Topitza – Topica
- Zwanzgerberg – Osojnica

## Täler
Soweit vom Fluss abweichend
- Bärental – Rute oder Zavrh
- Bodental – Poden
- Gailtal – Zilja
- Jauntal – Podjuna
- Klagenfurter Becken - Celovška kotlina
- Klagenfurter Feld / Klagenfurter Ebene - Celovško polje / Celovška ravnina
- Rosental – Rož
- Trixen - Trušnje
- Vellacher Kotschna - Belska Kočna
- Zollfeld - Gosposvetsko polje

## Sättel
- Griffner Berg – Grebinjska gora
- Loiblpass – Ljubelj
- Nassfeld – Mokrine
- Paulitschsattel – Pavličevo sedlo
- Seebergsattel – Jezerski vrh
- Wurzenpass – Korensko sedlo

## Sonstige Flurnamen
- Obir-Tropfsteinhöhlen – Obirske kapniške jame
- Griffener Tropfsteinhöhle – Grebinjska kapniška jama
- Trögerner Klamm – Korške peči, Korška soteska
- Tscheppaschlucht – Čepa

## Karten und Literatur
- V. Wieser, Vinko, B. Preisig, J. Pack: Kotmara vas: Horni Kompánj, Konják in Hudár : slovenska ledinska, krajinska in hišna imena/Köttmannsdorf: Horni Kompánj, Konják in Hudár : slowenische Flur-, Gebiets- und Hofnamen (Kartenmaterial), Hg. SPD Gorjanci, 2008; http://www.gorjanci.at;

- Košuta (Karte 1:20.000), Interesna skupnost selskih kmetov (ISSK) / Interessensgemeinschaft der Zeller Bauern (Hg.), GeoInfoGraz. Graz 2008, http://www.kosuta.at/landkarte/;

- St. Margareten im Rosental/Šmarjeta v Rožu (zemljevid/Karte merilo/Maßstab 1:15.000), Hg. Kulturno društvo Šmarjeta-Apače/Kulturverein St. Margarete-Abtei und Slovenski narodopisni inštitut Urban Jarnik. Celovec 2011;

- Kärntner Ortsnamen. Wikimedia Commons, 17. Oktober 2020, abgerufen am 11. Dezember 2020.

- Škofiče – Schiefling. Izdalo: Slovensko prosvetno društvo Edinost Škofiče / Hg. von: Slowenischer Kulturverein Edinost Schiefling, 2011;

- Pavel Zdovc: Slovenska krajevna imena na Avstrijskem Koroškem = Die slowenischen Ortsnamen in Kärnten. Erweiterte Auflage. Ljubljana 2010. ISSN 0560-2920.

- Bojan-Ilija Schnabl: Ledinska imena v Šenttomažu pri Celovcu in okolici. In: Koroški koledar 2015. Celovec: Slovenska prosvetna zveza, Drava Verlag 2014, S. 119–126, ISBN 978-3-85435-747-6.

- Bojan-Ilija Schnabl: Ledinska imena v Šenttomažu pri Celovcu in okolici. In: Glasnik SED 54/4. Ljubljana: Slovensko etnografsko društvo, 2014, S. 27–32, http://www.sed-drustvo.si/upload/files/GSED_54_4_2014_splet.pdf